# فوکوای-وارینا (کارولینای شمالی)
فوکوای-وارینا (به انگلیسی: Fuquay-Varina) شهری در ایالت کارولینای شمالی کشور ایالات متحده آمریکا است که جمعیت آن در سرشماری سال ۲۰۱۰ میلادی، ۱۷٬۹۳۷ نفر بوده‌است.